# Liste der Baudenkmale in Reitwein
In der Liste der Baudenkmale in Reitwein sind alle Baudenkmale der brandenburgischen Gemeinde Reitwein und ihrer Ortsteile aufgelistet. Grundlage ist die Veröffentlichung der Landesdenkmalliste mit dem Stand vom 31. Dezember 2020.

## Baudenkmale
In den Spalten befinden sich folgende Informationen:
- ID-Nr.: Die Nummer wird vom Brandenburgischen Landesamt für Denkmalpflege vergeben. Ein Link hinter der Nummer führt zum Eintrag über das Denkmal in der Denkmaldatenbank. In dieser Spalte kann sich zusätzlich das Wort Wikidata befinden, der entsprechende Link führt zu Angaben zu diesem Denkmal bei Wikidata.
- Lage: die Adresse des Denkmales und die geographischen Koordinaten. Link zu einem Kartenansichtstool, um Koordinaten zu setzen. In der Kartenansicht sind Denkmale ohne Koordinaten mit einem roten beziehungsweise orangen Marker dargestellt und können in der Karte gesetzt werden. Denkmale ohne Bild sind mit einem blauen bzw. roten Marker gekennzeichnet, Denkmale mit Bild mit einem grünen beziehungsweise orangen Marker.
- Bezeichnung: Bezeichnung in den offiziellen Listen des Brandenburgischen Landesamtes für Denkmalpflege. Ein Link hinter der Bezeichnung führt zum Wikipedia-Artikel über das Denkmal.
- Beschreibung: die Beschreibung des Denkmales
- Bild: ein Bild des Denkmales und gegebenenfalls einen Link zu weiteren Fotos des Baudenkmals im Medienarchiv Wikimedia Commons

### Reitwein
| ID-Nr.   | Lage                    | Bezeichnung                        | Beschreibung | Bild                         |
| -------- | ----------------------- | ---------------------------------- | --- | ---------------------------- |
| 09180635 | (Lage)                  | Ruine der Dorfkirche mit Heizhaus  | Die Dorfkirche Reitwein ist eine evangelische Backsteinkirche. Sie wurde am Fuße der Reitweiner Berge im neugotischen Stil zwischen 1855 und 1858 nach einem Entwurf des Berliner Architekten Friedrich August Stüler erbaut. Seit 1945 ist die Kirche eine Ruine. | weitere Bilder               |
| 09180636 | (Lage)                  | Sowjetisches Ehrenmal mit Friedhof | Die Sowjetische Kriegsgräberstätte Reitwein hat Grabstätten für etwa 3000 Gefallene. | weitere Bilder               |
| 09181296 | Fischerstraße (Lage)    | Trafostation Reitwein 2            | Die Trafostation stammt aus dem Jahr 1935. | Trafostation Reitwein 2      |
| 09180904 | Hathenower Weg 4 (Lage) | Pfarrhaus (Rüstzeitheim)           | Das Reitweiner Rüstzeitenheim ist gegenwärtig die einzige Einrichtung dieser Art im heutigen evangelischen Kirchenkreis Oderbruch. | Pfarrhaus (Rüstzeitheim)     |
| 09180905 | Hauptstraße 10 (Lage)   | Wohnhaus mit Schwarzer Küche       | Neben der Schwarzen Küche findet sich im Fischerhaus auch eine Außenwand aus Fachwerk. | Wohnhaus mit Schwarzer Küche |
| 09180906 | Zwingerweg (Lage)       | Stallgebäude (Gutspeicher)         | Ein alter Kuhstall (Gutspeicher) des ehemaligen Gutes und heute zum Teil Depot der Freiwilligen Feuerwehr. | Stallgebäude (Gutspeicher)   |
| 09181297 | Zwingerweg (Lage)       | Trafostation Reitwein 1            | Die Trafostation stammt aus dem Jahr 1913. | Trafostation Reitwein 1      |